# Zemská silnice B61
Zemská silnice Günser Straße B61 je silnice ve spolkové zemi Burgenland v Rakousku. Vede z města Oberpullendorf ke státní hranici s Maďarskem. Hraniční přechod je velmi blízko od  města Kőszeg, které se německy nazývá Güns. Odtud je odvozeno  jméno silnice. Její délka je zhruba 13 km.

## Popis
| km   | Místo                      | Poppis                                                                   | m n. m. |
| ---- | -------------------------- | ------------------------------------------------------------------------ | ------- |
| 0    | Oberpullendorf             | začíná odbočkou z Burgenland Straße B50 směrem na JV                     | 239     |
| 3,8  | Unterpullendorf            | za obcí vpravo směrem na jih                                             | 211     |
| 8,5  | Unterloisdorf              | most přes řeku Rabnitz                                                   | 222     |
| 9,5  | Mannersdorf an der Rabnitz | průjezd městysem                                                         | 240     |
| 11,9 | Rattersdorf                | z B61 odbočuje Kirchschlager Straße B55 na západ, B61 odbočuje na východ | 280     |
| 12,9 | hraniční přechod A x HU    | konec B61 – v Maďarsku pokračuje silnice č.87                            | 288     |

Poznámka: V tabulce uvedené kilometry a nadmořské výšky jsou přibližné.